# Dood van een admiraal
Dood van een admiraal, originele titel The Floating Admiral, is een detectiveverhaal geschreven door veertien leden van de Britse Detection Club in 1931.  Het boek bestaat uit twaalf hoofdstukken waarvan elk geschreven werd door een of twee auteurs. In volgorde zijn dit Victor Whitechurch, G. D. H. Cole en Margaret Cole, Henry Wade, Agatha Christie, John Rhode, Milward Kennedy,  Dorothy L. Sayers, Ronald Knox, Freeman Wills Crofts, Edgar Jepson, Clemence Dane en Anthony Berkeley. De proloog werd geschreven door G. K. Chesterton nadat het verhaal af was. Anthony Berkely schreef een epiloog om alle losse eindjes in het verhaal te behandelen. Verder schreef elke auteur hun eigen visie hoe het mysterie kon worden opgelost. In de originele uitgave zaten deze visies elk in een afgesloten enveloppe.

## Synopsis
Op een losgeslagen boot wordt het lichaam gevonden van admiraal Penistone. De admiraal had de vorige avond tezamen met zijn nicht een diner bij de vicaris. Daarna voer hij met zijn boot over de rivier naar zijn huis. Echter, de boot waar het lichaam op werd gevonden, behoort niet toe aan de admiraal, maar is eigendom van de vicaris. De admiraal werd neergestoken met een mes of dolk, maar op de vloer is nergens bloed te bespeuren. Ook het aanmeerkoord van de boot is doorgesneden.